# Trittico dell'Annunciazione (Braccesco)

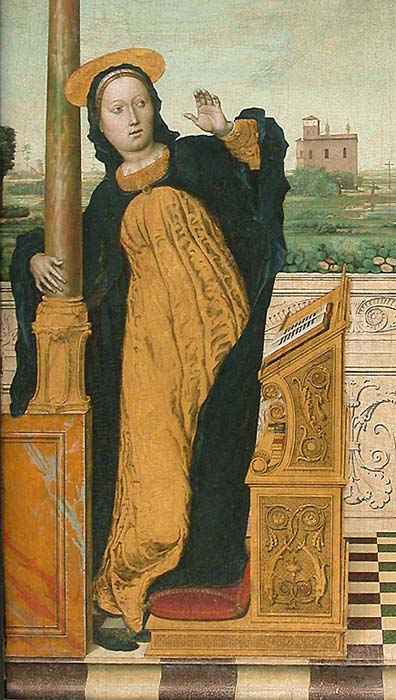
La Vergine

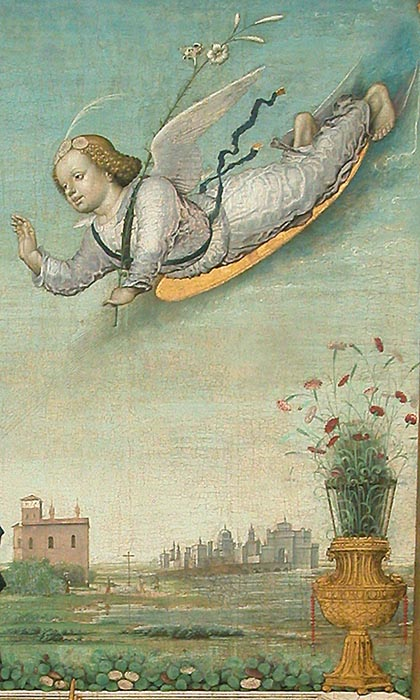
L'Angelo

Il Trittico dell'Annunciazione è un'opera, tecnica mista su tavola, attribuita a Carlo Braccesco, databile al 1490-1500 e conservata nel Museo del Louvre. Misura 158x107 cm.

## Storia
La pala è stata attribuita al Braccesco da Roberto Longhi, tramite il confronto con l'unica opera firmata "Carlo da Milano", cioè la pala del Santuario di Montegrazie presso Imperia.
Nel 1812 Dominique-Vivant Denon, fondatore del Museo Napoleone, la acquistò dalla famiglia Fregoso a Genova e la registrò come proveniente da un non meglio precisato oratorio.
Oggi non tutti accettano l'attribuzione del Longhi e c'è anche chi preferisce prudentemente parlare di un "Maestro dell'Annunciazione del Louvre".

## Descrizione
L'opera è composta da tre pannelli. In quello centrale si svolge l'Annunciazione in un arioso loggiato, chiuso da un alto parapetto decorato a girali marmoree, oltre il quale si vede un ampio paesaggio con una città, identificata dal Longhi come "Nazaret-Pavia". Su un pavimento a scacchi in prospettiva, la cui spazialità è suggerita anche da un gradino, si trova lo scranno della Vergine, che si è appena levata in piedi spaventata dall'Angelo che scivola su una sorta di disco d'oro dal cielo. Ella alza un braccio per proteggersi schivamente, mentre con l'altro si aggrappa smarrita alla vicina colonna.
Nei pannelli laterali si trovano a sinistra  San Benedetto e santo vescovo e a destra i Santi Stefano e Alberto carmelitano.

## Stile
L'opera rientra nello stile della cosiddetta "Congiuntura Nord-Sud", tipica della Liguria del XV secolo, dove elementi mediterranei venivano fusi con elementi fiamminghi. Si riscontrano i modi formali foppeschi e il naturalismo fiammingo, accompagnati al gusto lombardo (e ligure) per l'oro che non diminuisce l'effetto realistico dell'insieme. La luce è chiara e sbiadisce il quieto paesaggio, quasi a suggerire la calura dell'atmosfera. Notevole è la resa materica dei diversi elementi, l'attenzione verso i dettagli naturalistici e il gusto per la ricca ornamentazione.
Lo spazio è convincente, sia nell'impaginazione dell'architettura, che nella volumetria dei personaggi, soprattutto riguardo alla posa ruotata della Vergine ed alla sua mano che tende verso lo spettatore.